# Vannella peregrinia
Vannella peregrinia – gatunek ameby należący do rodziny  Vannellidae z supergrupy Amoebozoa według klasyfikacji Cavaliera-Smitha.
Forma pełzająca jest kształtu wachlarzowatego albo flagowatego. Hialoplazma zajmuje połowę lub 2/3 całkowitej długości pełzaka. Osobnik dorosły osiąga długość 4,5 – 14 μm, szerokość 3 – 13 μm. Posiada pojedyncze jądro o średnicy 2 – 3 μm z centralnie umieszczonym jąderkiem o średnicy 0,6 – 0,9 μm.
Forma swobodnie pływająca nie posiada pseudopodiów.
Występuje w morzu.